# Ideopsis luzonica
Ideopsis luzonica är en fjärilsart som beskrevs av Moore 1883. Ideopsis luzonica ingår i släktet Ideopsis och familjen praktfjärilar. Inga underarter finns listade i Catalogue of Life.